# 애플 M4
애플 M4(영어: Apple M4)는 애플이 설계한 ARM 아키텍처 기반 시스템 온 칩 (SoC)으로 중앙 처리 장치, 그래픽 처리 장치, 신경 처리 장치 및 디지털 신호 프로세서를 포함하고 있다. 2024년 5월 7세대 아이패드 프로 용으로 출시되었으며, 애플 M3의 뒤를 잇는 4세대 애플 실리콘 아키텍처이다.
애플에 따르면 M4 SoC의 신경망 엔진은 초당 38조 번의 작업을 수행할 수 있으며, 이는 A11 Bionic 칩에 탑재된 애플의 첫 번째 신경망 엔진보다 60배 빠른 속도이다. SoC는 3나노미터 공정을 기반으로 구축되었으며 3개 또는 4개의 성능 코어, 6개의 효율성 코어 및 10개의 그래픽 처리 코어를 갖추고 있다.
M4는 세계에서 가장 빠른 단일 코어 성능을 가진 소비자용 SoC로, 애플의 M3 Max 및 Intel의 Core i9 데스크톱 CPU를 능가한다. 멀티 코어 성능에서는 애플의 데스크톱 CPU인 M3 Pro와 경쟁한다.
AV1 디코딩을 지원하는 최초의 아이패드 SoC이며,  7세대 아이패드 프로의 Tandem OLED 디스플레이를 지원하는 데 필요한 새로운 디스플레이 컨트롤러가 있다.

## 애플 M4가 탑재된 제품
- 7세대 아이패드 프로